# Éric et Artimon
Éric et Artimon est une série éphémère de bande dessinée belge écrite par Vicq, sous son vrai nom A. Raymond, et dessinée par Will. 
Deux récits de 44 planches chacun et un récit court de 6 planches ont été publiés dans Spirou entre 1962 et 1967. 
La série n'a connu tardivement que deux éditions confidentielles, en noir et blanc, en albums aux éditions Albin Michel en 1976 et Magic Strip en 1983 pour les deux récits longs, l'histoire courte demeurant quant à elle inédite en album.
Cette série est terminée.

## Historique
Éric et Artimon est né de la volonté de Will de créer de nouvelles choses pour s'échapper un peu de la série Tif et Tondu qu'il dessinait depuis 1949, et qu'il avait abandonnée un temps en 1957 après l'épisode Plein gaz pour devenir, pendant deux ans, directeur artistique du journal Tintin. Revenu au sein de Spirou en 1960, il réalise les décors de l'épisode de la série Benoît Brisefer, Les Taxis rouges, et un mini-récit, Pépin et l’île Juillet sur un scénario de Maurice Rosy. 
C'est dans ce contexte qu'il crée Éric et Artimon avec le scénariste Vicq qui signe le scénario de son vrai nom, A. Raymond. Charles Dupuis, directeur des éditions Dupuis, éditeur de Spirou, souhaitant que Will reprenne la série Tif et Tondu, Éric et Artimon ne vivront que deux aventures de 44 planches en 1962 (Le Tyran en acier chromé) et 1963 (Toute la gomme) et ne feront qu'un bref retour en 1967 pour un récit complet de 6 planches (Et mine de rien) avant d'être définitivement abandonnés par leurs auteurs, au grand regret de Will : « J’ai toujours eu un problème avec Dupuis car il me disait que je pouvais faire ce que je voulais, à condition que je continue Tif et Tondu. Ce qui fait que je n’avais jamais le temps de pousser un projet vraiment à fond. C’est dommage car Vicq était un gars très talentueux ; il avait beaucoup d’idées, mais il était un peu trop farfelu. »
Après l'abandon de la série, Will reprend Tif et Tondu avec l'épisode Choc au Louvre dès 1964. Quelques années plus tard, en 1969, il reviendra pourtant à sa veine fantaisiste et poétique d'Éric et Artimon en créant la série Isabelle avec Yvan Delporte et Raymond Macherot, qu'il animera régulièrement jusqu'en 1994.

## Description

### Résumé
Éric, un petit garçon très gourmand et amateur de sucreries, spécialement de celles fabriquées par Monsieur Groisoison, et son oncle Artimon, capitaine d'un bateau, vivent des aventures extravagantes.
- Dans Le tyran en acier chromé, Hernando Lababal, tyran mégalomane qui a pris le pouvoir sur l'île de Matamor, a commandé la construction d'une statue géante en acier chromé à son effigie. Artimon, qui est chargé de la livraison à bord de son bateau, doit faire face aux révolutionnaires de Matamor qui sont décidés à détruire cette statue.

- Dans Toute la gomme, Monsieur Groisoison, confiseur du village de Palapon-sur-mer où vivent Éric et Artimon, toujours à la recherche de nouveautés, invente des gommes permettant de faire des ballons de diverses formes (animaux, êtres humains…). Monsieur Glouton, un confiseur concurrent, charge Max et Alex Toupetti, deux hommes de mains, de lui dérober son secret.

- Dans l'histoire courte Et mine de rien, le Capitaine Lepoulpe, un concurrent d'Artimon, cherche à le faire disparaître avec la complicité de Max et Alex Toupetti.

### Personnages
- Éric : jeune garçon très gourmand
- Artimon : oncle d’Éric, il est capitaine de bateau[6]
- Hernando Lababal : dictateur qui a pris le pouvoir sur l’île de Matamor
- Monsieur Groisoison : confiseur-inventeur qui crée des bonbons farfelus
- Monsieur Glouton : confiseur concurrent de M. Groisoison
- Max et Alex Toupetti : hommes de main au service de M. Glouton puis du capitaine Lepoulpe
- Le capitaine Lepoulpe : un concurrent d'Artimon

## Publications

### Dans des périodiques
La série a été publiée dans le journal Spirou.
| Titre                                    | Année | n° de Spirou   | Commentaire                                        |
| ---------------------------------------- | ----- | -------------- | -------------------------------------------------- |
| Le Tyran en acier chromé                 | 1962  | n° 1252 à 1273 | dessin d'annonce en couverture par Roba du n° 1263 |
| Toute la gomme                           | 1963  | n° 1309 à 1330 | dessin d'annonce en couverture par Roba du n°1309  |
| Et mine de rien (histoire en 6 planches) | 1967  | n° 1506        |                                                    |

### En albums

#### Le Tyran en acier chromé
Au début des années 1960, Will, souhaitant s'évader de la série Tif et Tondu qu'il dessinait depuis 1949 crée Éric et Artimon avec le scénariste Vicq qui signe le scénario de son vrai nom, A. Raymond.
Le Tyran en acier chromé est publié dans le journal Spirou, du no 1252 du 12 avril 1962 au no 1273 du 6 septembre 1962. 
L'édition originale de l'album comporte 44 planches, en noir et blanc, avec une couverture cartonnée et est éditée par Magic Strip en 1983 (DL 01/1983)  (ISBN 2-8035-0059-0).

#### Toute la gomme
Toute la gomme est seconde et dernière aventure d'Éric et Artimon avant que la série ne soit arrêtée. Charles Dupuis, directeur des éditions Dupuis, éditeur de Spirou, souhaitant que Will reprenne la série Tif et Tondu, ne donnera pas sa chance à Éric et Artimon, qui n'aura jamais les honneurs d'une publication en album chez Dupuis.
Toute la gomme est d'abord publié dans le journal Spirou, du no 1309 du 16 mai 1963 au no 1330 du 10 octobre 1963
L'édition originale, qui 44 planches brochées, en noir et blanc et protégées par une couverture souple, est éditée chez Albin Michel en 1976 (DL 10/1976)  (ISBN 2-226-00349-5)